# Île de Litiry
Litiry est une petite île bretonne située au large du Finistère. Elle fait partie de l'archipel de Molène, en mer d'Iroise et appartient au territoire de la commune du Conquet.

## Géographie
L'île, située à 2 milles marins de Béniguet et à quasi égale distance de Molène, mesure 700 mètres de long pour 60 mètres de large. Elle est séparée de Quéménès, l'île la plus proche, par un fin chenal. Un autre petit chenal sépare l'île de l'île de Morgol qui lui est souvent associée.

## Histoire
L'intérieur de l'île est aujourd'hui, et depuis octobre 1982 une propriété privée. Elle est, à la suite d'un partage de famille, la propriété de la famille de Kergariou. Avant cette date, ils en étaient déjà les propriétaires avec les descendants d'Yvonne Guilloux mariée Gonzague de Kergariou, dont les biens étaient restés indivisés. Elle-même avait acheté L'intérieur de l'île à son beau-frère, Charles de Kergariou en 1899.
L'intérieur de l'île semble donc avoir eu pour premier propriétaire connu la famille de Kergariou. Toutefois une information s'oppose à cette idée: on retrouve en 1900 les traces d'un certain M. Gouzillon de Kemené, demeurant à Rennes, qui aurait possédé l'île à cette période.

## Activités
La ferme de Keravel en Trébabu, ancienne propriété de la famille de Kergariou qui deviendra plus tard un restaurant, a joué un rôle déterminant pour cette île. Elle servait notamment à l'époque de base de départ des pigouillers et d'entrepôt pour les marchandises.